# Campeonato Africano das Nações de 1978
O Campeonato Africano das Nações de 1978 foi a 11ª edição do Campeonato Africano das Nações.
A fase final do torneio foi disputada no Gana. O formato da prova voltou a sofrer alterações em relação à edição anterior, voltando ao modelo de competição do 1974.
Ocorreu entre 5 a 16 de Março de 1978. O Gana venceu o Uganda na final.